# Axel Johannes Malmquist
Axel Johannes Malmquist, besser bekannt als Johannes Malmquist (* 19. Oktober 1882 in Hammar; † 24. Februar 1952 in Solna), war ein schwedischer Mathematiker.

## Leben
Er war der letzte Student von Magnus Gösta Mittag-Leffler und promovierte 1909, im ersten Jahr in dem dort promoviert wurde. Die Dissertation Sur les équations différentielles du premier ordre dont 1'intégrale générale admet un nombre fini de branches permutables autour des points critiques mobiles griff Untersuchungen von Paul Painlevé auf. Eine Reihe von Jahren wurde er auch von Mittag-Leffler und Ivar Bendixson zur Unterstützung ihrer Vorlesungstätigkeit an der Universität Stockholm hinzugezogen, wobei Mittag-Leffler vor allem über Funktionentheorie und Bendixson über Differentialgleichungen Vorlesungen hielt. 1903 bis 1909 war er Tutor (Amanuens) an der Universität Stockholm bei Mittag-Leffler und Bendixson und nach der Dissertation ab 1910 Dozent. 1906/07 lehrte er Mathematik an der Kriegshochschule und 1908 bis 1913 arbeitete er in einem Amt für Statistik. Ab 1911 lehrte er als Assistenzprofessor an der Königlich Technischen Hochschule Stockholm, an der er 1913 bis 1948 Professor war. Er arbeitete in der Redaktion von Acta Mathematica und war viele Jahre Redaktionssekretär.
Er war mit Elsa Sofia Melander verheiratet, mit der er einen Sohn und eine Tochter hatte.

## Werk
Er befasste sich hauptsächlich mit Differentialgleichungen im Komplexen. 1905 löste er ein funktionentheoretisches Problem von Mittag-Leffler, die Konstruktion ganzer Funktionen, die in allen Richtungen bis auf eine gegen Null gehen.
Seinen mathematisch wichtigsten Beitrag legte er 1913 vor, als er bei gewissen nichtlinearen algebraischen Differentialgleichungen aus der Existenz einer transzendenten meromorphen Lösung folgerte, dass es sich um eine Riccatische Differentialgleichung handelt. Kōsaku Yosida gab 1932 einen neuen Beweis dieses Satzes mit Hilfe der Nevanlinnaschen Werteverteilungstheorie. Damit war die Grundlage geschaffen für die systematischen Arbeiten Hans Wittichs in den 1950er Jahren. Später gaben andere Autoren noch verschiedene Verallgemeinerungen des Malmquistschen Satzes, zum Beispiel Norbert Steinmetz (1978). Genauer lautet der Satz von Malmquist und Yosida:
Betrachtet werden Differentialgleichungen {\displaystyle \textstyle {({\frac {dw}{dz}})}^{n}=R(z,w)} (binomische Differentialgleichungen) mit einer in {\displaystyle z} und {\displaystyle w} rationalen Funktion {\displaystyle R(z,w)}, die nicht identisch verschwindet. Hat die Differentialgleichung eine transzendente meromorphe Lösung, so hat R die Form {\displaystyle \textstyle R(z,w)=\sum _{j=0}^{2n}a_{j}(z)w^{j}} mit rationalen Funktionen {\displaystyle a_{i}(z)}.
Für den Spezialfall {\displaystyle n=1} hat man die Riccatische Differentialgleichung ({\displaystyle R(z,w)=a(z)+b(z)w+c(z)w^{2}}).
Der Satz lässt sich im von Malmquist behandelten Fall {\displaystyle n=1} auch so formulieren, dass sich die Riccatischen Differentialgleichungen unter den Differentialgleichungen {\displaystyle {\tfrac {dw}{dz}}=R(z,w)} mit rationalen Funktionen {\displaystyle R(z,w)} dadurch auszeichnen, dass sie im Großen eindeutig sind und nichtrationale Lösungen haben.
Malmquist baute die Theorie in verschiedene Richtungen aus, auch auf Systeme von Differentialgleichungen. Damit konnte er damit auch 1944 eine Theorie des Physikers und Mathematikers Carl Størmer über Bahnen geladener Teilchen im Magnetfeld bestätigen.

## Schriften
- Om singulära ställen till differentialekvationer av första ordningen, Stockholm, 1918 (deutsch: Über singuläre Stellen von Differentialgleichungen erster Ordnung)
- Föreläsningar i matematik, Stockholm 1923 (deutsch: Vorlesungen über Mathematik)
- mit V. Stenström, Sture Danielson: Matematisk analys, 3 Bände, Stockholm 1951 bis 1953 (deutsch: Mathematische Analysis).
- Étude d’une fonction entière, Acta Mathematica, Band 29, 1905, S. 203–215
- Sur les fonctions a un nombre fini de branches définies par les équations différentielles du premier ordre, Acta Mathematica, Band 36, 1913, S. 297–343
- Sur les fonctions à un nombre fini de branches satisfaisant à une équation différentielle du premier ordre, Acta Mathematica, Band 42, 1920, S. 317–325
- Sur l’étude analytique des solutions d’un système d’équations différentielles dans le voisinage d’un point singulier d’indétermination, Acta Mathematica, Teil 1, Band 73, 1941, S. 87–129, Teil 2, Band 74, 1941, S. 1–64, Teil 3, S. 109–128